# Mariusz Buś
Mariusz Buś (ur. 25 marca 1970 we Wrocławiu) – polski szachista, mistrz międzynarodowy od 1991 roku.

## Kariera szachowa
W roku 1988 zdobył brązowy medal rozegranych w Wągrowcu mistrzostwach Polski juniorów do 19 lat oraz zajął III miejsce w międzynarodowym turnieju w Bytomiu. W roku 1990 podzielił I-IV miejsce (wraz z m.in. Zbigniewem Jaśnikowskim) w Taastrup (turniej B). W roku 1993 podzielił IV-V miejsce w otwartym turnieju Obro w Kopenhadze, zaś rok później wraz z Klaudiuszem Urbanem zwyciężył w turnieju open w Warszawie. W roku 1995 zajął I miejsce w Legnicy.
W barwach klubu AZS Politechnika Wrocław dwukrotnie zdobył medale drużynowych mistrzostw Polski: srebrny (Suwałki 1999) oraz brązowy (Bydgoszcz 1990).
Najwyższy ranking w karierze osiągnął 1 stycznia 1991 r., z wynikiem 2420 punktów dzielił wówczas 10-11. miejsce wśród polskich szachistów. Od 2001 r. nie występuje w turniejach szachowych klasyfikowanych przez Międzynarodową Federację Szachową.